# Martin Grau
Pour les articles homonymes, voir Grau (homonymie).
Martin Christian Grau (né le 26 mars 1992 à Höchstadt) est un athlète allemand, spécialiste du 3 000 mètres steeple. 

## Biographie

### Palmarès
| Date | Compétition                       | Lieu        | Résultat | Épreuve         | Performance   |
| ---- | --------------------------------- | ----------- | -------- | --------------- | ------------- |
| 2010 | Championnats du monde juniors     | Moncton     | 11e      | 3 000 m steeple | 9 min 00 s 56 |
| 2011 | Championnats d'Europe juniors     | Tallinn     | 3e       | 3 000 m steeple | 8 min 48 s 79 |
| 2014 | Championnats d'Europe par équipes | Brunswick   | 2e       | 3 000 m steeple | 8 min 29 s 16 |
| 2014 | Championnats d'Europe             | Zurich      | 13e      | 3 000 m steeple | 8 min 44 s 46 |
| 2015 | Championnats d'Europe par équipes | Tcheboksary | 4e       | 3 000 m steeple | 8 min 42 s 58 |
| 2015 | Universiade                       | Gwangju     | 1er      | 3 000 m steeple | 8 min 31 s 55 |

### Records
| Épreuve         | Performance   | Lieu   | Date         |
| --------------- | ------------- | ------ | ------------ |
| 3 000 m steeple | 8 min 24 s 29 | Dessau | 11 juin 2014 |